# Фрейзер, Саймон
Са́ймон Фре́йзер (англ. Simon Fraser; 20 мая 1776—18 августа 1862) — торговец пушниной и исследователь, нанёсший на карту бо́льшую часть территории современной канадской провинции Британская Колумбия. Фрейзер работал в «Северо-Западной компании». К 1805 году он отвечал за всю деятельность компании к западу от Скалистых гор. Организовал строительство первых торговых факторий в этом районе, в 1808 году исследовал реку, носящую ныне его имя — река Фрейзер. Исследовательские усилия Фрейзера немало способствовали тому, что впоследствии граница Канады стала проходить по 49-й параллели (после войны 1812 года), поскольку, будучи подданным Великобритании, он стал первым европейцем, создавшим постоянные поселения в этом регионе.
В честь Фрейзера назван Университет Саймона Фрейзера в канадском городе Бёрнаби.

## Первые годы занятий торговлей пушниной
Саймон Фрейзер родился в городке Мэплтаун штата Нью-Йорк, возле Беннингтона (штат Вермонт), во время войны за независимость США, и был самым младшим и последним ребёнком в семье шотландских горцев из Кулбоки. Отец Фрейзера, в честь которого он был назван, капитан британской армии, был взят в плен американскими войсками во время Саратогской кампании, где и умер. После окончания войны мать Фрейзера перевезла семью в Канаду. С помощью родного дяди Фрейзера, судьи суда общего права, семья обосновалась в окрестностях нынешнего города Кадиллак в Квебеке. В возрасте 14 лет Фрейзер переехал в Монреаль и ещё немного поучившись, спустя два года был принят учеником в «Северо-Западную компанию». Два дяди Фрейзера занимались торговлей пушниной, которая играла важную роль в деловой жизни Монреаля в то время. При этом Фрейзеры были родственниками Саймона МакТавиша (Simon McTavish), который был далеко не последним человеком в «Северо-Западной компании».
Похоже, что в период с 1792 по 1805 год Фрейзер большую часть времени проработал в отделении компании в Атабаске. Хотя мало что известно об этом периоде его жизни, похоже, что Фрейзер преуспел, поскольку в 1801 году в 25 лет он стал полноправным партнером в компании.

## Путешествия к западу от Скалистых гор
В 1789 году Северо-Западная компания поручила Александру Маккензи найти судоходный речной путь к Тихому океану. Такой путь он обнаружил в 1793 году — поднявшись по реке Уэст-Роуд и спустившись по реке Белла-Кула. Благодаря этому открытию появились новые источники пушнины, но этот путь оказался слишком трудным, чтобы служить удобным маршрутом к Тихому океану. Тогда в 1805 году Фрейзеру было поручено расширение деятельности на территории западнее Скалистых гор. Экспедиции Маккензи представляли собой прежде всего разведывательные поездки, тогда как поставленные перед Фрейзером задачи, напротив, отражали чёткое решение построить фактории и обосноваться на этой территории, а также изучить маршруты передвижения. В этом смысле Фрейзер отвечал за создание постоянных поселений европейцев на тех землях, которые ныне являются Британской Колумбией.

## Подъём вверх по реке Пис-Ривер и создание факторий
Осенью 1805 года Фрейзер подъём вверх по реке Пис-Ривер, основав факторию Роки Маунтин Портэйдж Хаус (Rocky Mountain Portage House — ныне Гудзонс-Хоуп чуть восточнее каньона реки Пис-Ривер в Скалистых горах. Той же зимой Фрейзер со своей группой пробились через горы и поднялись вверх по рекам Парснип и Пэк, основав Форт форелевого озера (позднее переименован в Форт-Маклауд (Fort McLeod)) на нынешнем озере Маклауд. Форт стал первым постоянным европейским поселением к западу от Скалистых гор на территории нынешней Канады. Фрейзер назвал эту территорию Новой Каледонией в честь родины своих предков в Шотландии. Дальнейшие экспедиции помощника Фрейзера Джеймса Макдугала привели к открытию озера Кэрриер (Carrier Lake), ныне известного как озеро Стюарт. Находящийся в глубине земель, населённых индейским племенем дакелх (кэрриер), этот район оказался прибыльным местом для торговли пушниной, поэтому в 1806 году на берегу озера была возведена фактория — Форт-Сент-Джеймс. Отсюда Фрейзер послал другого своего помощника Джона Стьюарта на запад к деревне Фрейзер-Лейк. Позднее оба они построили там ещё одну факторию, которая ныне известна как Форт-Фрейзер.

## Задержки и основание Форт-Джорджа (Принс-Джордж)
Саймон Фрейзер узнал от местного населения, что до реки Фрейзер (путь, которым Маккензи поднялся по реке Уэст-Роуд, можно добраться, спустившись по реке Стюарт, вытекающей из озера Стюарт, а затем спустившись по реке Нечако до её слияния с рекой Фрейзер. Фрейзер планировал проплыть по всей реке, носящей ныне его имя. Фрейзер и остальные полагали, что это на самом деле была река Колумбия, устье которой было изучено в 1792 году Робертом Греем.
Фрейзер был вынужден отказаться от намерения начать путешествие в 1806 году из-за нехватки людей и припасов, а также по причине недорода. Он мог бы запастись припасами не ранее осени 1807 года, что означало, что в путь можно будет отправиться лишь следующей весной. В промежутке Фрейзер удовольствовался путешествием к месту слияния рек Нечако и Фрейзер. Там он основал новую факторию под названием Форт Джордж (ныне Принс-Джордж), который станет начальным пунктом его путешествия вниз по течению.

## Спуск по реке Фрейзер
Экспедиция в составе 24 человек отправилась из Форт-Джорджа на четырёх каноэ 28 мая 1808 года. С самого начала местные индейцы предупредили Фрейзера о том, что пройти реку ниже по течению почти невозможно. Что ещё хуже, даже переносить волоком лодки и груз по берегу было крайне трудным делом, и экипажи каноэ Фрейзера часто проплывали через опасные перекаты, чтобы избежать ещё более опасной или трудоёмкой переправы волоком. Через тринадцать дней после начала путешествия Фрейзер бросил каноэ выше нынешнего Лиллуэта, и экспедиция продолжила путь пешком, изредка одалживая каноэ в индейских селениях, которые встречались им на пути.
Фрейзер проявил умение налаживать дружеские отношения с племенами, которые встречались ему на пути, следя за тем, чтобы они оповещали племена ниже по течению о его скором приезде и добрых намерениях. Такая тактика, по большей части, приносила свои плоды, но Фрейзер встретил враждебный приём у племени мускеам в низовьях реки у нынешнего Ванкувера. Вследствие их враждебного преследования Фрейзера и его команды он смог лишь бегло ознакомиться с проливом Джорджии 2 июля 1808 года. Конфликт с соседним племенем квантлен привёл к погоне за экспедицией Фрейзера, которая была прекращена лишь возле нынешнего Хоуп. Экспедицию ожидало ещё большее разочарование, когда Фрейзер обнаружил по показаниям приборов, что река, по которой он только что проплыл, фактически не является рекой Колумбия. Спуск по реке занял у экспедиции 36 дней.
Возвращение в Форт-Джордж оказалось ещё более опасным делом, поскольку враждебность, с которой столкнулись Фрейзер со своими людьми со стороны поселений местных племён в устье реки, распространилась вверх по реке. Постоянная враждебность и угроза жизни европейцев почти вызвали мятеж членов экспедиции Фрейзера, которые хотели спастись по суше. После подавления бунта Фрейзер продолжил путь на север против течения от нынешнего Йейла, прибыв в Форт-Джордж 6 августа 1808 года. Путешествие вверх по реке заняло 37 дней. В общем экспедиции Фрейзера понадобилось два с половиной месяца, чтобы спуститься от Форт-Джорджа до мусквим и обратно.

## Фрейзер и сражение у семи дубов
Фрейзеру было всего 32 года, когда он завершил создание постоянного поселения европейцев в Новой Каледонии с помощью эпического путешествия к устью реки, которая со временем станет носить его имя. Ещё одиннадцать лет он будет активно заниматься торговлей пушниной в «Северо-Западной компании».
В 1809 году Фрейзер покинул Новую Каледонию и получил назначение в отделение в Атабаске, где он оставался до 1814 года. Большую часть этого времени он отвечал за район реки Маккензи. Затем ему был поручен район долины реки Ред-Ривер, где был вовлечён в конфликт между «Северо-Западной компанией» и Томасом Дугласом, лордом Селкирком, владевшим контрольным пакетом «Компании Гудзонова залива», который основал Колонию Ред-Ривер. В июне 1816 года этот конфликт вылился в Сражение у семи дубов, в котором погиб губернатор колонии Роберт Семпл и ещё 19 человек. Хотя сам Фрейзер и не принимал участия в нападении, он был одним из партнёров, арестованных лордом Селкирком в Форт-Уильяме. В сентябре его перевезли в Монреаль, где он был вскоре отпущен под залог. Фрейзер снова вернулся в Форт-Уильям в 1817 году, когда «Северо-Западной компания» вернула себе эту факторию, но, похоже, это было его последним участием в торговле пушниной. В следующем году Фрейзер и пять его партнёров были оправданы по всем обвинениям в связи с этим инцидентом в колонии Ред-Ривер.

## Последующая жизнь
В 1818 году Фрейзер перестал заниматься торговлей пушниной. Он поселился на участке земли в окрестностях нынешнего Корнуолла в Онтарио и 2 июня 1820 года женился на Кэтрин Макдоннелл (англ. Catherine McDonnell). С. Фрейзер пытался заняться различными делами, но без особого успеха. Во время восстаний 1837 года он служил капитаном в Первом полку Стормонтской милиции (Stormont Militia). По сведениям историка Александра Бегга (Alexander Begg), Фрейзеру «был предложен рыцарский титул, но он отказался от него из-за ограниченности в средствах»
Фрейзер вырастил пять сыновей и трёх дочерей и был одним из последних живущих партнёров «Северо-Западной компании», когда умер 18 августа 1862 года на своей ферме в округе Стормонт канадской провинции Онтарио. Его жена скончалась на следующий день, и их обоих похоронили в одной могиле на католическом кладбище собора Св. Андрея.
Описание экспедиций Фрейзера можно найти в его опубликованных дневниках: W. Kaye Lamb. The Letters and Journals of Simon Fraser, 1806—1808. — Toronto, The MacMillan Company of Canada Limited, 1960.

## Список населённых пунктов Британской Колумбии, основанных Фрейзером
- Гудзонс-Хоуп (Hudson’s Hope) (1805)
- Маклауд-Лейк (McLeod Lake) (1805)
- Форт Сент-Джеймс (Fort St. James) (1806)
- Форт-Фрейзер (Fort Fraser) (1806)
- Форт-Джордж (Fort George) (Принс-Джордж) (1807)

## Список топонимов и учреждений, названных именем Фрейзера
- Река Фрейзер, названная его именем первооткрывателем Дэвидом Томпсоном.
- Озеро Фрейзер (Fraser Lake), озеро в центральной и северной части Британской Колумбии и населённый пункт на западном берегу озера.
- Форт-Фрейзер (Fort Fraser), чуть восточнее озера Фрейзер.
- Университет Саймона Фрейзера в г. Бёрнаби в Британской Колумбии.
- Мост Саймона Фрейзера (Simon Fraser Bridge) в г. Принс-Джордж на реке Фрейзер по Шоссе 97.
- Многочисленные школы, городские районы и дороги, самой известной из которых является Шоссе Фрейзера